# Dianthus mainensis
Dianthus mainensis är en nejlikväxtart som beskrevs av Shaulo och Erst. Dianthus mainensis ingår i släktet nejlikor, och familjen nejlikväxter. Inga underarter finns listade i Catalogue of Life.